# Monapia silvatica
Monapia silvatica är en spindelart som beskrevs av Ramírez 1995. Monapia silvatica ingår i släktet Monapia och familjen spökspindlar. Inga underarter finns listade i Catalogue of Life.